# أندي واتسون (لاعب كرة قدم بريطاني)
أندي واتسون (بالإنجليزية: Andy Watson)‏ (13 نوفمبر 1978 في المملكة المتحدة - ) هو لاعب كرة قدم بريطاني في مركز الوسط. لعب مع فوريست غرين ونادي دونكاستر روفرز ونادي تشستر سيتي ونادي تاموورث وFarsley Celtic F.C. ‏.

## وصلات خارجية
- أندي واتسون على موقع قاعدة بيانات كرة القدم.إي يو (الإنجليزية)
- أندي واتسون على موقع Soccerbase.com (لاعب) (الإنجليزية)